# Dasophrys nanus
Dasophrys nanus är en tvåvingeart som beskrevs av Jason Gilbert Hayden Londt 1981. Dasophrys nanus ingår i släktet Dasophrys och familjen rovflugor. Inga underarter finns listade i Catalogue of Life.